# Pericoma egeica
Pericoma egeica är en tvåvingeart som beskrevs av Vaillant 1979. Pericoma egeica ingår i släktet Pericoma och familjen fjärilsmyggor. Inga underarter finns listade i Catalogue of Life.